# Lydella praeceps
Lydella praeceps là một loài ruồi trong họ Tachinidae.